# William Page (Maler)

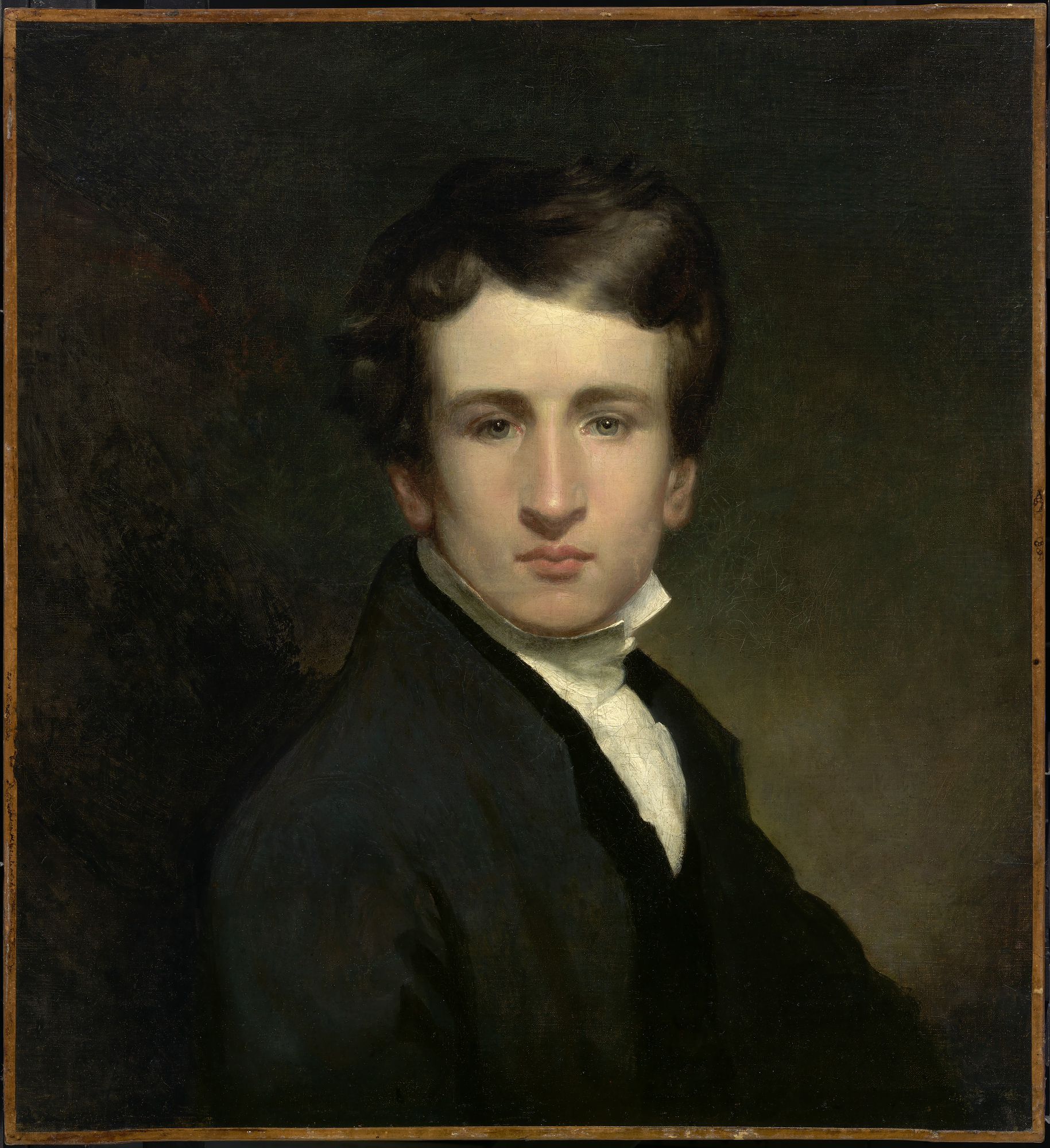
William Page, Selbstporträt, 1830, National Portrait Gallery (Washington)

William Page (* 23. Januar 1811 in Albany, New York; † 1. Oktober 1885 in Tottenville, Staten Island, New York) war ein US-amerikanischer Porträt-, Genre- und Historienmaler sowie Autor kunsthistorischer Schriften. Von 1871 bis 1873 fungierte er als Präsident der National Academy of Design.

## Leben
Im Alter von neun Jahren kam Page mit seinen Eltern nach New York City. Nachdem er mit 14 Jahren bei dem New Yorker Rechtsanwalt Frederic de Peyster (1796–1882) eine Ausbildung begonnen hatte, wechselte er bald in das Atelier des Malers James Herring, das er binnen eines Jahres allerdings wieder verließ, um sich von Samuel F. B. Morse ausbilden zu lassen. Dieser regte ihn in den späten 1820er Jahren dazu an, sich an der 1826 gegründeten National Academy of Design einzuschreiben.
Obwohl Page in der Antikenklasse dieser Akademie eine Silbermedaille gewonnen hatte, entschloss er sich, nachdem er Mitglied der Presbyterianischen Kirche geworden war, an der Phillips Academy in Andover sowie in Amherst Theologie zu studieren. Doch nach zwei Jahren wandte er sich erneut der Malerei zu. In theologisch-weltanschaulicher Hinsicht hing er später – inspiriert von dem Bildhauer Hiram Powers – der Mystik Emanuel Swedenborgs an und interessierte sich für Spiritismus.

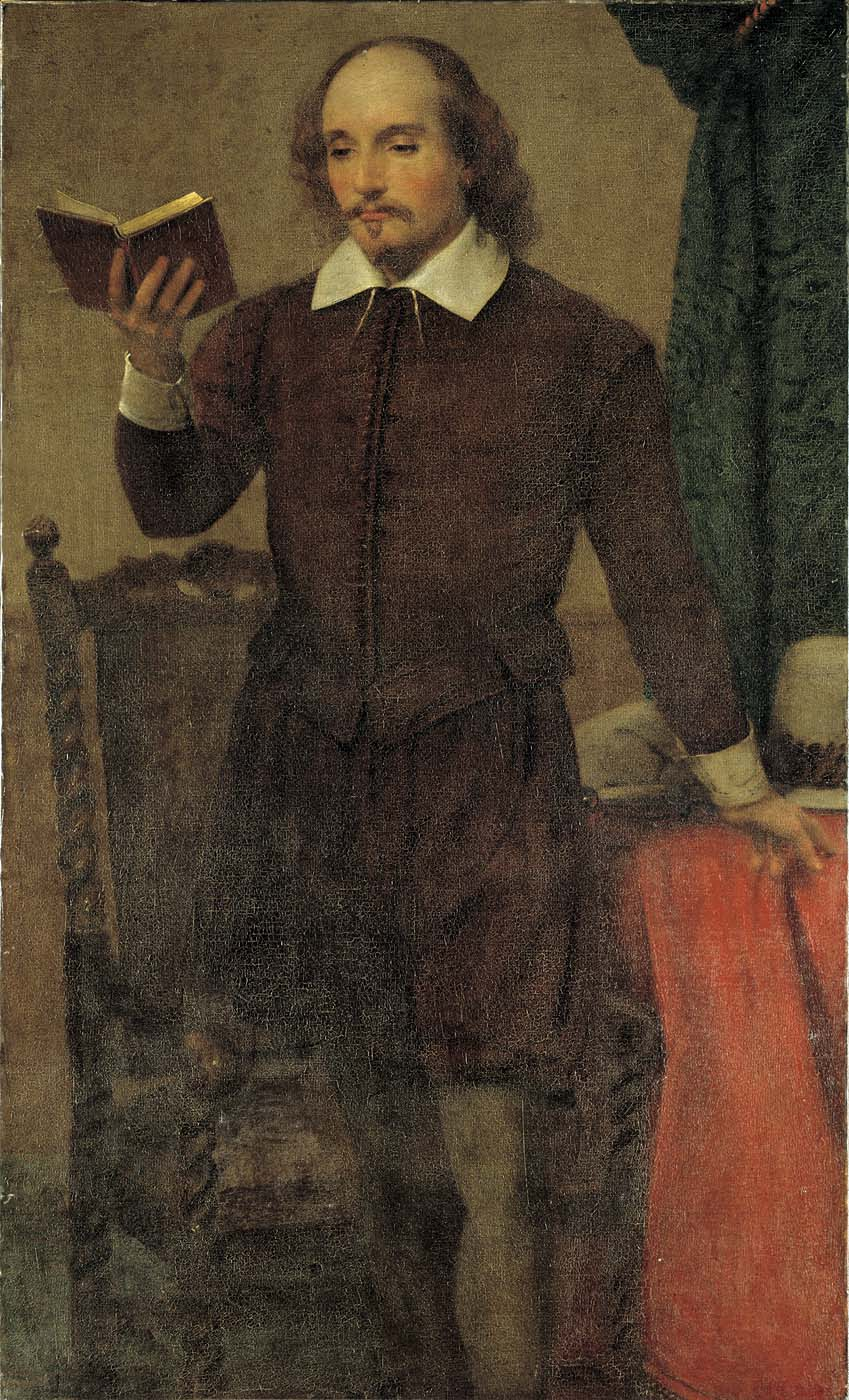
William Shakespeare lesend, um 1874, Smithsonian American Art Museum

Zwei Jahre hatte er als Porträtmaler in Albany gearbeitet, als er wieder nach New York City zog, wo er Bildnisse von William L. Marcy, John Quincy Adams und Charles Leupp schuf. 1833 heiratete er Lavinia Twibill, die zwischen 1834 und 1839 die Töchter Emma, Ann und Mary gebar und ihn um 1840 verließ. 1836 wurde Page als academician in die National Academy of Design aufgenommen, Jahrzehnte später – von 1871 bis 1873 – diente er ihr als Präsident. 1843 heiratete er Sarah Dougherty. Um 1844 ging er mit ihr nach Boston. 1847 kehrte das Paar für zwei Jahre nach New York City zurück. Dort machte er Bekanntschaft mit den Schriftstellern James Russell Lowell und Charles Frederick Briggs, die ihm dabei halfen, seine Kunst und kunstwissenschaftlichen Schriften zu veröffentlichen.
1850 schiffte sich das Paar nach Italien ein. In Florenz studierte und kopierte Page die Alten Meister, insbesondere den von ihm enthusiastisch verehrten Maler Tizian. Bis 1852 hielten sie sich in der Stadt am Arno auf, wo Page sich mit Powers anfreundete, dann gingen sie nach Rom. 1854 verließ ihn seine zweite Ehefrau. Bald geriet er in finanzielle Schwierigkeiten, die dazu führten, dass die Gläubigerbank 1856 die Bilder in seinem römischen Atelier pfänden ließ. In Rom, wo er im Oktober 1857 in dritter Ehe Sophia Candace Stevens (1827–1892), die Schwester des ihn finanziell unterstützenden Londoner Bibliografen Henry Stevens (1819–1886), heiratete, blieb er bis 1860. In der Zeit, die er in Italien verbrachte, ließen sich Robert und Elizabeth Browning sowie andere prominente Persönlichkeiten aus England und den Vereinigten Staaten von ihm porträtieren.
1865 ließ sich Page in Tottenville auf Staten Island ein oktogonales Haus errichten. Dort starb er zwei Jahrzehnte später im Alter von 74 Jahren. Ihn überlebten seine dritte Ehefrau Sophia und die gemeinsamen vier Söhne und zwei Töchter, die zwischen 1859 und 1870 zur Welt gekommen waren. Bestattet wurde Page auf dem Moravian Cemetery in New Dorp, Staten Island.
Als Künstler fand Page vor allem in den Dekaden von 1830 bis 1870 Anerkennung. Sein Ruf als „American Titian“ verfiel jedoch, als er mit fortgeschrittenem Alter den Malstil häufig wechselte. Weil die Nachfrage nach seinen Bildern nachließ, war er gezwungen, sein Einkommen durch Honorare aufzubessern, die er für kunsthistorische Vorträge und Schriften erhielt. Seine Begabung für Mechanik machte ihn zum Erfinder und Inhaber von einigen Patenten zu Techniken für Boote und Gewehre. Sein Interesse für William Shakespeare bewog ihn, im Jahr 1874 erneut nach Europa zu reisen, um in Darmstadt die angebliche Totenmaske des Dichters, die sich noch heute dort als Nachlass des Malers Ludwig Becker befindet, zu untersuchen.

## Schriften (Auswahl)
- The Art of the Use of Color in Imitation in Painting. Artikelserie in: Broadway Journal, New York 1845.
- New Geometrical Method of Measuring the Human Figure. New York, 1860.